# Gotthelf Bergsträsser
Gotthelf Bergsträsser, född 5 april 1886, död 16 augusti 1933, var en tysk orientalist.
Bergsträsser blev filosofie doktor i Leipzig 1911, var professor vid universitetet i Konstantinopel 1915–1918, kortare tider vid universiteten i Berlin, Königsberg, Breslau, Heidelberg och blev slutligen professor i semitisk filologi och islamvetenskap i München 1926. Bland hans många arbeten märks Sprachatlas von Syrien und Palästina (1915) och Einführung in die semitischen Sprachen (1928) avsedd att ge icke-semiter en inblick i den semitiska språkstammens olika språk. Bergsträsser övertog efter Friedrich Schwallys död utgivningen tre band av Theodor Nöldekes Geschichte des Qorans (1926, 2:a upplagan Geschichte des Qorantexts häfte 1–2 1926–1929, häfte 3–4 utgivna postumt av Otto Pretzl). Han förelade i Sitzungsberichte der Bayerischen Akademie der Wissenschaften 1930 planen för en kritisk apparat till korantexten, vilken plan, om än i förändrad form, fullföljdes av akademin.